# Abraco
Abraco est une localité du sud est de la Côte d'Ivoire et appartenant au département de Jacqueville, dans la région des Lagunes. La localité de Abraco est un chef-lieu de commune.